# 162 Лорентія
162 Лорентія (162 Laurentia) — астероїд головного поясу, відкритий 21 квітня 1876 року.